# Mikael Forssell
Mikael Kaj Forssell (ur. 15 marca 1981 w Steinfurcie) – fiński piłkarz, który grał na pozycji środkowego napastnika.

## Kariera
Forssell strzelał wiele goli w młodzieżowej drużynie HJK, co spowodowało, że w latach 1996 i 1997 otrzymał on nagrodę dla Najlepszego Fińskiego Piłkarza Roku. W drużynie seniorskiej zadebiutował w wieku 16 lat, 1 września 1997 w meczu przeciwko FF Jaro. Jego bramkostrzelność w drużynie młodzieżowej spowodowała, że zainteresowały się nim utytułowane europejskie kluby. W 1998 roku Mikael Kaj Forssell trafił do grającej w Premiership Chelsea.
W tej drużynie nie grał jednak w podstawowym składzie, stąd też angielski klub zdecydował się go wypożyczyć, najpierw do Crystal Palace, a następnie do Borussii Mönchengladbach i Birmingham City. Dobra forma w Birmingham skłoniła działaczy tego klubu do wykupu Fina z Chelsea. Tak też się stało – w roku 2005 Forssell został zakupiony za 3 miliony funtów i podpisał trzyletni kontrakt. W 2008, po wygaśnięciu kontraktu, przeszedł do Hannoveru 96, gdzie między innymi w przedsezonowym sparingu strzelił 10 goli w towarzyskim meczu z FC Boffzen (Hannover wygrał 23:0).
We wrześniu 2011 przeszedł na zasadzie wolnego transferu do Leeds United.
W reprezentacji Finlandii Forssell zadebiutował 9 czerwca 1999 roku w meczu przeciwko Mołdawii.

## Życie osobiste
9 sierpnia 2014 w kościele św. Jana w Helsinkach poślubił Metti Lukkarilę. W maju 2014 jego partnerka urodziła ich córkę.